# Alfred Luckhaus
Alfred Luckhaus (* 7. September 1871; † 2. Januar 1923) war ein deutscher Verwaltungsbeamter.

## Leben
Alfred Luckhaus studierte an der Universität Bonn Rechtswissenschaften. 1893 wurde er Mitglied des Corps Hansea Bonn. 1896 wurde er an der Universität Erlangen zum Dr. jur. promoviert. Nach Abschluss des Studiums trat er in den preußischen Staatsdienst ein. Als Regierungsassessor wurde er Ende 1907 zum Landrat des Landkreises Hörde ernannt. Ende 1919 wurde er auf Gesuch in den Ruhestand versetzt. Zuletzt lebte er in Remscheid-Ehringhausen.